# Korda Sándor (színművész)
Korda Sándor, Krahl (Magyarkanizsa, Bács-Bodrog vármegye, 1882. március 15. – 1937–1946 között?) énekes, színész, társulati titkár.

## Élete
Krahl Lajos (1850 k. – Baja, 1944. május 23.) hivatalnok és Hoffmann Emma (1858 k. – Baja, 1944. május 23.) fiaként született. Kereskedelmi érettségi után 1902-ben Nádassy József soproni társulatánál lépett a pályára (megfordultak Pécsen, Sopronban, Szabadkán). 1902–1903-ban Leszkay András igazgatása alatt a Magyar Színházhoz szerződött, majd 1903–1904-ben Győrben, 1905–1906-ban Sopronban, 1906–1907-ben Szatmárban, 1907–1908-ban Fehér Károly társulatában, 1908–1909-ben Pozsonyban, 1909–1910-ben a Felvidéken Szabados László társulatában, 1910–1911-ben Eperjesen, 1911–1912-ben Szabadkán, majd Balla Kálmán új szervezésű délvidéki színtársulatában játszott. 1918–1919-ben Győrben kapott szerződést Mezei Bélától, 1925-ben pedig Újpesten lépett fel. 1927. március 12-én Békéscsabán Kiss Árpád színtársulatánál ünnepelte 25 éves színészjubileumát, a Cigányprímás címszerepében. 1929-ben a békéscsaba—soproni színtársulat titkára és kedvelt színésze volt. 1931. december 5-én ünnepelték színészi működésének harminc esztendős fordulóját a soproni Városi Színházban A cigánybáró előadásával. 1932-től Bársony Aladár Magyar Játékszín Kamaratársulatának, 1936–1937-ben az újpesti színház titkára volt. 1937. március 1-jével végleg nyugdíjaztatott.
Igazgatói voltak: Palágyi Lajos, Faragó Sándor és Kiss Árpád.

## Magánélete
Első felesége Zwirschitz Margit Julianna (1892. július 20. – ?) postakiadónő, a sárvári selyemgyár tisztviselőjének, Zwirschitz Jánosnak a leánya, akit megszöktetett és 1910-ben házasságot kötöttek Aranyosmaróton, majd 1920-ban elváltak. (Felesége 1920. július 3-án Szombathelyen újraházasodott Sáry Sándor postamesterrel.) Gyermekük Kráhl (Korda) Frigyes (Igló, 1911. április 1. – 2001/2002?) postakiadó, postamester.
Második felesége Rásó Ida (Szeged, 1889. augusztus 15. – Szeged, 1947. szeptember 5.) kedvelt szegedi színésznő volt, akivel 1926. augusztus 18-án kötött házasságot Szegeden. Atyja Rásó Gábor, szíjgyártó, anyja Baksa Julianna. 1911-ben lépett a színipályára. Működött özv. Makó Lajosnénál, Krecsányi Ignácnál, Nádassy Józsefnél, Balla Kálmánnál, Palágyi Lajosnál, Krémer Sándornál, Heves Bélánál, Kiss Árpádnál stb.

## Főbb szerepei
- Cigányprímás (Kálmán Imre: Cigányprímás)
- Baljon (Buday Dénes: Diákszerelem)